# Crocifisso di San Benedetto
Il Crocifisso di San Benedetto è una croce sagomata e dipinta su entrambi i lati a tempera e oro su tavola attribuito a Giunta Pisano, databile al 1250-1260 circa e conservata nel Museo nazionale di San Matteo a Pisa. 

## Storia
L'opera proviene dal monastero delle vallombrosane di Pisa, poi detto di San Benedetto, situato accanto alla chiesa di San Paolo a Ripa d'Arno e soppresso nel 1866. Il crocifisso fu quindi conservato nella cappella di Sant'Agata e poi nel nuovo monastero delle monache. Successivamente venduto, fu acquistato da Sigismondo Jonasson, che ne fece dono nel 1940 al Museo nazionale pisano. 
A quell'epoca la facciata anteriore era completamente ridipinta. Un restauro accurato del 1949 (N. Carusi) ha riportato in luce il disegno e la cromia originari. Un ulteriore intervento risale al 1985 (E. Rossi e A. Guarino).
L'attribuzione a Giunta fu formulata per la prima volta da Peleo Bacci nel 1924, confermata da Toesca (1927), Sandberg Vavalà (1929), Longhi (1948), Caleca (1986), Burresi e Caleca (2005). Garrison (1949) parlò invece di scuola, con una datazione più tarda al 1260-70; Enzo Carli di opera di bottega, seguito da Boskovits (1973) e Tartuferi (1991), che vi leggevano la mano di un seguace stretto e dotato, ma non del maestro.

## Descrizione
La croce è dipinta su entrambi i lati e reca un doppio Christus patiens (Cristo sofferente sulla croce). Sul lato anteriore (recto) il corpo è inarcato verso sinistra, scantonando sui tabelloni che, come di consueto nelle opere da Giunta in poi, non riportano ormai più scene di corredo, ma un motivo geometrico desunto dalle arti tessili. Il perizoma è decorato con una molteplicità di crisografie bizantine (agemina). I piedi sono trafitti da un solo chiodo.
Sui tabelloni si trovano i busti dei dolenti (Maria e san Giovanni) con vesti abbellite dall'agemina, mentre in alto, sopra l'iscrizione INRI per esteso, si trova Dio Padre benedicente.
Le due facce sono speculari: sul retro (verso) il nazareno pende verso destra. Le dimensioni ridotte dell'opera e la pittura su entrambi i lati fa pensare di trovarsi davanti a una croce processionale, con il verso che si distingue per l'uso di materiali meno preziosi (il fondo oro è ad esempio sostituito da una tinta rossa). 

## Stile
Molti tratti stilistici avvicinano questa croce a quella di San Domenico, dello stesso autore, facendola datare alla fase tarda dell'attività di Giunta, al 1250-1260 circa. Per prima cosa l'inarcatura del corpo di Cristo verso sinistra è marcato e di grado identico ala croce di San Domenico. Il corpo di Cristo è dipinto con modulazioni charoscurali rese con una molteplicità di linee parallele con la punta del pennello, uno stile di pittura presente solo nella croce di san Domenico tra le opere di Giunta Pisano. Il volto di Cristo è allungato e sulla guancia è presente un solco, come una profonda unghiata, tratti che avvicinano di nuovo l'opera a quella di san Domenico. Anche l'agemina del perizoma è presente solo nel crocifisso di san Domenico.
Infine la presenza di un solo chiodo sui due piedi è un tratto nuovo, mai presente sui crocifissi più arcaici e precedenti di Giunta, facendo supporre una datazione successiva al 1250.